# Skuba
Gli Skuba sono stati un gruppo musicale ska brasiliano originario dello stato del Paraná, formatosi negli ultimi anni novanta.
Gli Skuba hanno pubblicato due album in studio nella loro breve carriera, ovvero À Moda Antiga nel 1997 e Churraskada nel 1999. Sono inoltre apparsi nella compilation Ska Brasil.
Un singolo di successo internazionale è stato What's Up Daddy.

## Formazione
- Sérgio Soffiatti -  voce, chitarra
- Rodrigo Cerqueira - batteria
- André Correa - basso
- Gerson Surya - tastiera
- Oscar Costa e Silva - tromba
- Ricardinho Lima - sassofono
- Luizinho Muller - trombone

## Discografia

### Album in studio
- 1997 - À Moda Antiga
- 1999 - Churraskada

### Raccolte
- Ska Brasil